# Chencho Corleone
Orlando Javier Valle Vega (Guayama, 19 de febrero de 1979), conocido artísticamente como Chencho Corleone o simplemente Chencho, es un cantante, compositor y productor discográfico puertorriqueño. Considerado como una de las figuras más importantes en la historia del reguetón, se distingue por su voz característica, la cual es considerada una de las más distintivas y emblemáticas del género urbano.
Consiguió notoriedad inicialmente por su etapa en Plan B, dúo que formó junto a su primo Maldy en 1999, donde inició su carrera musical. Como parte del dúo, lanzó tres álbumes de estudio y destacó por interpretar canciones como «Es un secreto», «Fanática sensual», «Si no le contesto», «Candy», «Choca» y «Mi vecinita». En paralelo a su carrera dentro de Plan B, desarrolló una faceta en solitario, trabajando como productor ejecutivo del álbum El Draft 2005 y colaborando en canciones como «A que no te atreves» con Tito el Bambino, que llegó a encabezar las listas Latin Rhythm Airplay y Tropical Airplay de Billboard.
A partir del lanzamiento del sencillo «El efecto» con Rauw Alejandro en 2019, estableció una carrera plenamente como solista, participando en diversas remezclas destacadas como «105°F (remix)» y «Hola (remix)», además de otras colaboraciones como «Una locura», «Desesperados» y «Me porto bonito», que le valieron reconocimiento mundial. En 2023, firmó con la compañía discográfica Sony Music Latin, bajo la cual publicó su álbum de estudio debut como solista, Solo (2024).

## Biografía y carrera

### Primeros años y trabajos en paralelo a Plan B (1979-2018)
Orlando Javier Valle Vega nació el 19 de febrero de 1979 en el municipio de Guayama, Puerto Rico. En su adolescencia se dedicó al baloncesto y de joven fue peluquero junto a su primo Maldy. Antes de hacerse conocido como Chencho, utilizó los seudónimos de Little J, Chencho D, Chenchito y Chencho Man. Su otro primo, el productor DJ Blass, fue una figura clave al impulsar su carrera musical. Blass le propuso formar un dúo con Maldy, lo que dio origen a Plan B, inicialmente con el nombre de The Panic. Su debut se llevó a cabo en 1999 con la canción «Voy subiendo», que formó parte del mixtape Aria 51: Aliados al escuadrón, producido por DJ Blass. En un principio, Chencho era el encargado de los chanteos del dúo, pero a sugerencia de Blass, intercambiaron los roles vocales. Así, Chencho se dedicó a los coros, ya que su estilo de voz se adaptaba mejor a esa función, mientras que Maldy se encargó de los chanteos.

El 17 de octubre de 2002, Chencho publicó su primer álbum de estudio como parte del dúo, El mundo del Plan B, con el cual consiguió su primera certificación con disco de oro en Puerto Rico.  En 2005, mediante su sello discográfico Chencho Records, colaboró con el productor Boy Wonder CF como productor ejecutivo del álbum recopilatorio El Draft 2005. El proyecto se diseñó como una competencia para promover a nuevos talentos del reguetón, impulsando las carreras de artistas como R.K.M. & Ken-Y —ganadores del certamen—, Jowell & Randy y Fuego.  En febrero de 2006, Chencho fue finalista en su nominación a los Premios Billboard de la Música Latina como mejor álbum recopilatorio por El Draft 2005, sin obtener el galardón. Ese mismo año, Chencho hizo su primera aparición como solista en «Se te nota», una colaboración con el cantante Amaro, incluida en el álbum recopilatorio Chosen Few: el documental II de Boy Wonder CF. Tres años después, en noviembre de 2009, participó en el remix de «Ella se contradice», una colaboración originalmente de Baby Rasta & Gringo con Plan B. Para esta nueva versión, solo Chencho representó al dúo, contando también con la participación de Don Omar, Kendo Kaponi y Syko.

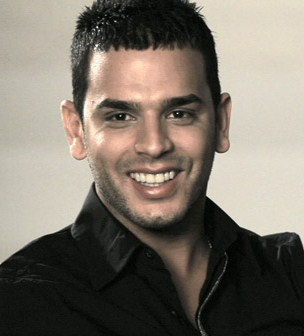
A raíz de la colaboración «A que no te atreves» con Tito el Bambino, Chencho adoptó el apelativo «Corleone» para su nombre artístico, después de que Tito lo apodara así en la canción.

El 20 de julio de 2010, Chencho publicó su segundo álbum de estudio dentro de Plan B, House of Pleasure, donde interpretó dos de sus canciones más emblemáticas: «Si no le contesto» y «Es un secreto». En noviembre de 2012, participó en «More (remix)» con Zion, Jory Boy, Ken-Y y Arcángel, una remezcla incluida en la edición deluxe de La Fórmula, álbum de la compañía discográfica Pina Records. En febrero de 2013, colaboró con Amaro y Yaga & Mackie en el sencillo «Me hablas claro», perteneciente al álbum de Amaro, Puesto pa' lo mío. En julio de 2014, participó en el sencillo «A que no te atreves» de Tito el Bambino, perteneciente a su álbum Alta jerarquía. Esta última canción encabezó las listas Tropical Airplay y Latin Rhythm Airplay de la revista Billboard, marcando el primer número uno de Chencho en la primera lista mencionada. El 25 de agosto de 2014, lanzó el tercer y último álbum de estudio de Plan B, Love & Sex, que incluyó sencillos exitosos como «Mi vecinita» y «Fanática sensual». En septiembre de 2014, participó en «A que no te atreves (remix)», una versión remezclada de su canción con Tito el Bambino, incluyendo también a Daddy Yankee y Yandel
El 2 de agosto de 2018, Chencho participó en solitario en el sencillo «Ella fuma». Aunque el crédito aún incluía la marca de Plan B, esta canción no contó con la participación de Maldy. El tema, que también incluyó a Farruko, Darell y Brytiago, marcó su primer ingreso como solista a la lista Argentina Hot 100 de Billboard. Posteriormente, el 24 de agosto, colaboró en solitario en el sencillo «Suave (remix)» con el Alfa, Bryant Myers, Noriel, Jon Z y Miky Woodz, también bajo la marca de Plan B. El 7 de noviembre de 2018, participó en «Si tú», una colaboración de Justin Quiles, Plan B y Magnífico en la que Maldy sí participó, la cual marcó la última canción que Chencho realizó con Maldy como dúo.

### Colaboraciones como artista independiente (2019-2022)

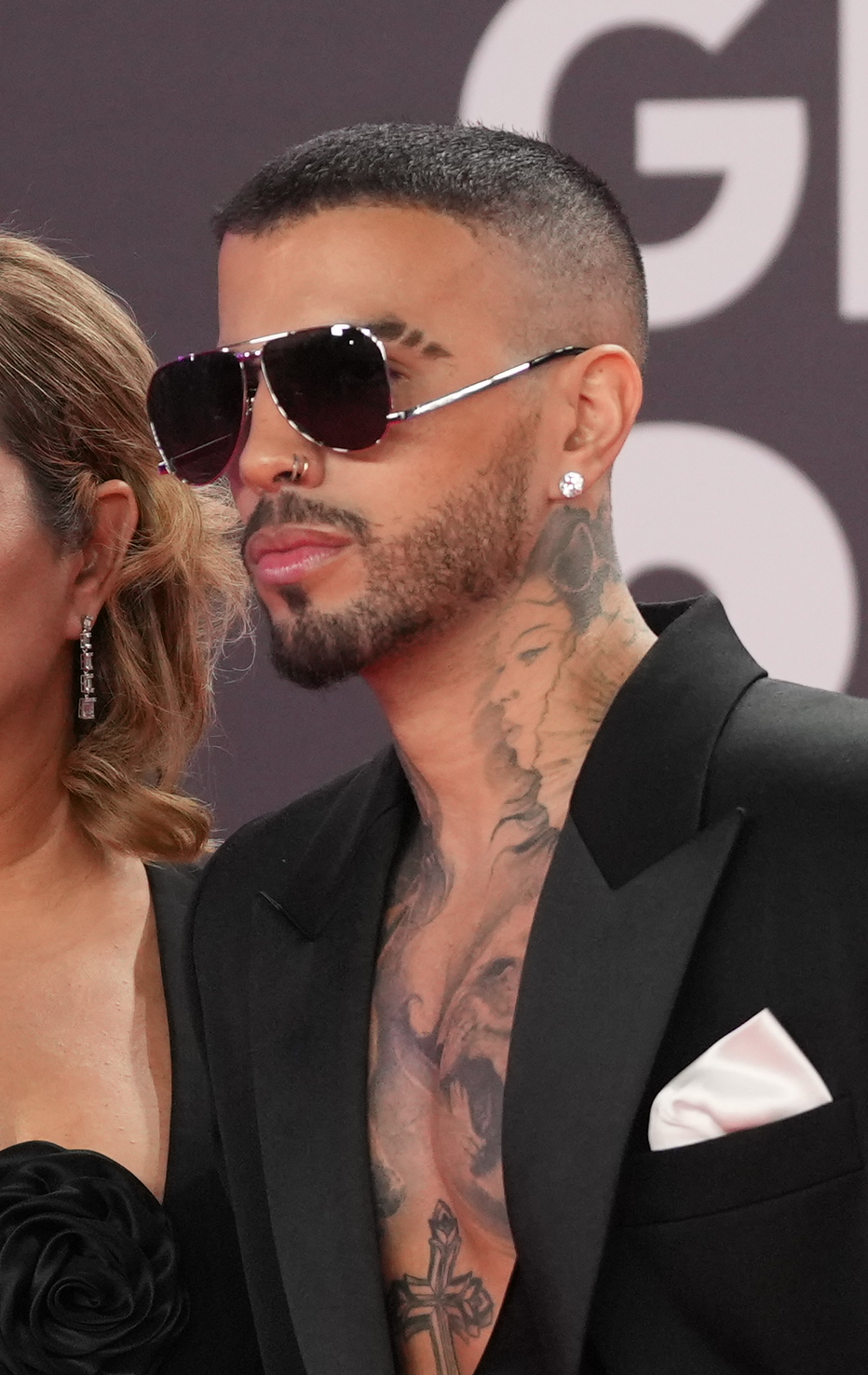
Desde su primera colaboración en «El efecto», que marcó el inicio de su carrera solista, Rauw Alejandro ha sido un colaborador frecuente y clave para Chencho.

Tras la separación de Plan B, Chencho emprendió una carrera plenamente como solista con el nombre artístico de Chencho Corleone. El 14 de marzo de 2019, estrenó el sencillo «El efecto» junto a Rauw Alejandro. Este tema ingresó a diferentes listas de éxitos y consiguió certificaciones en Argentina, Centroamérica, Colombia, Chile, Estados Unidos, México, Perú y España. En mayo, Corleone lanzó el sencillo «Impaciente» con Miky Woodz. En diciembre del mismo año, lanzó «El efecto (remix)» con Rauw Alejandro, Kevvo, Bryant Myers, Dalex y Lyanno. También publicó la «Impaciente (remix)» con Wisin, Natti Natasha, Justin Quiles y Miky Woodz. Además, participó en otras colaboraciones y remezclas destacadas, como la de «Hola» con Dalex, Lenny Tavárez, Juhn y Dímelo Flow.
En 2020, Corleone continuó apareciendo en más colaboraciones, pero consiguió mayor éxito con la canción «Una locura», una colaboración con Ozuna y J Balvin publicada en diciembre, que forma parte del álbum Enoc de Ozuna. En diciembre de 2021, Corleone colaboró nuevamente con Rauw Alejandro en el sencillo «Desesperados», incluido en el álbum Vice Versa de Alejandro. La canción alcanzó el número uno en las listas de seis países y obtuvo múltiples certificaciones. Además, marcó un hito en su carrera en solitario al debutar en el puesto número uno de una lista de airplay de Billboard y entrar por primera vez en el Billboard Hot 100.
En mayo de 2022, Corleone apareció en la canción «Me porto bonito» del álbum Un verano sin ti de Bad Bunny, la cual se convertiría posteriormente en el quinto sencillo de la producción. La canción encabezó la listas de seis países y el listado Hot Latin Songs, donde se mantuvo por 20 semanas en los primeros lugares. También alcanzó los primeros puestos de las listas Billboard Global 200 y Billboard Hot 100. Además de colaborar en múltiples álbumes, en dicho año lanzó otros sencillos exitosos como «La llevo al cielo» con Chris Jedi, Anuel AA y Ñengo Flow, que entró en el top diez de Argentina y Puerto Rico, y «Nos comemos vivos» junto a Maluma, que entró al top veinte de Colombia, Chile y Perú.

### Sony Music Latin ySolo(desde 2023)
El 3 de mayo de 2023, Corleone anunció su adhesión a la compañía discográfica Sony Music Latin, tras firmar un acuerdo global. Como primer sencillo dentro de la disquera, lanzó «Un cigarrillo» un día después, la cual fue la primera canción que interpretó en solitario en toda su carrera. A finales del mes lanzó el sencillo «Podemos repetirlo» junto a Don Omar, un adelanto del álbum Forever King de este último, lanzado el mes siguiente. En agosto se lanzó una remezcla de «Podemos repetirlo» con Anuel AA, lo que impulsó al sencillo para liderar las listas Latin Airplay en los Estados Unidos. En septiembre de ese año, lanzó la remezcla «Corazón roto, pt. 3» con Brray, Anuel AA, Jhayco y Ryan Castro, la cual ingresó a listas de éxitos de Argentina, Colombia, Ecuador, España y Perú.
El 13 de septiembre de 2024, Corleone lanzó su primer álbum de estudio como solista titulado Solo. Con 18 canciones, el disco incluye colaboraciones de Peso Pluma, Jay Wheeler, Jowell & Randy, Rauw Alejandro, Bryant Myers y DJ Snake. Con este disco, experimentó con otros ritmos y estilos diferentes como la cumbia y la música electrónica.

## Discografía
| Álbumes de estudio - 2024: Solo Álbumes como productor ejecutivo - 2005: El Draft 2005 | Álbumes de estudio - 2002: El mundo del Plan B - 2010: House of Pleasure - 2014: Love & Sex Mixtapes - 2005: Los Nenes del Blin Blin - 2006: La trayectoria - 2007: Interstate 69: The Road to Pleasure - 2007: House of Pleasure: The Mixtape 2007 - 2010: Live in Concert Tampa FL - 2010: House of Pleasure: The Mixtape 2010 |

## Premios y nominaciones
| Premio                                | Año  | Categoría                                   | Nominación                                                                                 | Resultado | Ref.   |
| ------------------------------------- | ---- | ------------------------------------------- | ------------------------------------------------------------------------------------------ | --------- | ------ |
| Premios American Music                | 2022 | Videoclip favorito                          | «Me porto bonito» (con Bad Bunny)                                                          | Nominado  | [ 50 ] |
| Premios American Music                | 2022 | Canción favorita                            | «Me porto bonito» (con Bad Bunny)                                                          | Nominada  | [ 50 ] |
| Premios ASCAP                         | 2023 | Canción del año                             | «Me porto bonito» (con Bad Bunny)                                                          | Ganadora  | [ 51 ] |
| Premios Billboard de la Música Latina | 2006 | Álbum recopilatorio del año                 | El Draft 2005                                                                              | Nominado  | [ 12 ] |
| Premios Billboard de la Música Latina | 2022 | Hot Latin Song canción del año              | «Me porto bonito» (con Bad Bunny)                                                          | Nominada  | [ 52 ] |
| Premios Billboard de la Música Latina | 2022 | Hot Latin Song colaboración vocal del año   | «Me porto bonito» (con Bad Bunny)                                                          | Nominada  | [ 52 ] |
| Premios Billboard de la Música Latina | 2022 | Hot Latin Songs artista del año - masculino | Él mismo                                                                                   | Nominado  | [ 52 ] |
| Premios Billboard de la Música Latina | 2022 | Canción del año, streaming                  | «Me porto bonito» (con Bad Bunny)                                                          | Nominada  | [ 52 ] |
| Premios Billboard de la Música Latina | 2022 | Canción Latin Rhythm del año                | «Me porto bonito» (con Bad Bunny)                                                          | Nominada  | [ 52 ] |
| Premios Grammy Latinos                | 2016 | Mejor canción urbana                        | «A donde voy» (Cosculluela con Daddy Yankee)                                               | Nominada  | [ 53 ] |
| Premios Grammy Latinos                | 2022 | Mejor interpretación reggaetón              | «Desesperados» (con Rauw Alejandro)                                                        | Nominada  | [ 54 ] |
| Premios Grammy Latinos                | 2022 | Mejor canción urbana                        | «Desesperados» (con Rauw Alejandro)                                                        | Nominada  | [ 54 ] |
| Premios Heat Latin Music              | 2023 | Canción del año                             | «Me porto bonito» (con Bad Bunny)                                                          | Nominada  | [ 55 ] |
| iHeartRadio Music Awards              | 2023 | Canción de pop latino/reguetón del año      | «Me porto bonito» (con Bad Bunny)                                                          | Nominada  | [ 56 ] |
| Premios Juventud                      | 2023 | Mejor mezcla urbana                         | «Desesperados» (con Rauw Alejandro)                                                        | Pendiente | [ 57 ] |
| Premios Juventud                      | 2023 | Mejor mezcla urbana                         | «Me porto bonito» (con Bad Bunny)                                                          | Pendiente | [ 57 ] |
| Premios Juventud                      | 2023 | Mejor mezcla urbana                         | «Nos comemos vivos» (con Maluma)                                                           | Pendiente | [ 57 ] |
| Premios Latin American Music          | 2023 | Canción del año                             | «Me porto bonito» (con Bad Bunny)                                                          | Nominada  | [ 58 ] |
| Premios Latin American Music          | 2023 | Artista streaming del año                   | Él mismo                                                                                   | Nominado  | [ 58 ] |
| Premios Latin American Music          | 2023 | Mejor canción - urbano                      | «Desesperados» (con Rauw Alejandro)                                                        | Nominada  | [ 58 ] |
| Premios Latin American Music          | 2023 | Colaboración del año                        | «Me porto bonito» (con Bad Bunny)                                                          | Nominada  | [ 58 ] |
| Premios Latin American Music          | 2023 | Mejor colaboración - pop/urbano             | «Me porto bonito» (con Bad Bunny)                                                          | Nominada  | [ 58 ] |
| Latino Show Awards                    | 2022 | Mejor canción urbana                        | «Desesperados» (con Rauw Alejandro)                                                        | Nominada  | [ 59 ] |
| Latino Show Awards                    | 2022 | Mejor video de música urbano                | «Desesperados» (con Rauw Alejandro)                                                        | Nominado  | [ 59 ] |
| Premios Lo Nuestro                    | 2021 | Remix del año                               | «La cama (remix)» (con Lunay, Myke Towers, Ozuna y Rauw Alejandro)                         | Nominado  | [ 60 ] |
| Premios Lo Nuestro                    | 2023 | Canción del año - urbano                    | «Desesperados» (con Rauw Alejandro)                                                        | Nominada  | [ 61 ] |
| Premios Lo Nuestro                    | 2023 | Colaboración del año - urbano               | «Me porto bonito» (con Bad Bunny)                                                          | Ganadora  | [ 61 ] |
| Premios Lo Nuestro                    | 2025 | Artista masculino del año - urbano          | Él mismo                                                                                   | Nominado  | [ 62 ] |
| Premios Lo Nuestro                    | 2025 | Colaboración del año - urbano               | «Polvo de tu vida» (con J Balvin)                                                          | Nominado  | [ 62 ] |
| MTV Europe Music Awards               | 2022 | Mejor canción                               | «Me porto bonito» (con Bad Bunny)                                                          | Nominada  | [ 63 ] |
| MTV Europe Music Awards               | 2022 | Mejor colaboración                          | «Me porto bonito» (con Bad Bunny)                                                          | Nominada  | [ 63 ] |
| MTV Video Music Awards                | 2022 | Canción del verano                          | «Me porto bonito» (con Bad Bunny)                                                          | Nominada  | [ 64 ] |
| Premios People's Choice               | 2022 | Canción de 2022                             | «Me porto bonito» (con Bad Bunny)                                                          | Nominada  | [ 65 ] |
| Premios Tu Música Urbano              | 2020 | Remix del año new generation                | «105 F (remix)» (con Kevvo, Farruko, Arcángel, Ñengo Flow, Darell, Myke Towers y Brytiago) | Nominado  | [ 66 ] |
| Premios Tu Música Urbano              | 2022 | Colaboración del año                        | «Desesperados» (con Rauw Alejandro)                                                        | Nominada  | [ 67 ] |
| Premios Tu Música Urbano              | 2023 | Canción del año                             | «Me porto bonito» (con Bad Bunny)                                                          | Nominada  | [ 68 ] |
| Premios Tu Música Urbano              | 2023 | Video del año                               | «La llevo al cielo» (con Chris Jedi, Anuel AA y Ñengo Flow)                                | Nominado  | [ 68 ] |